# Gherardo Gherardi
Pour les articles homonymes, voir Gherardi.
Gherardo Gherardi, né le 2 juillet 1891 à Granaglione (Italie) et mort le 10 mars 1949 à Rome (Italie), est un dramaturge, scénariste et occasionnellement réalisateur italien. 

## Biographie
Gherardo Gherardi a co-écrit le scénario du classique néoréaliste Le Voleur de bicyclette de Vittorio De Sica en 1948. À l'origine dramaturge, il a travaillé de manière prolifique dans l'industrie cinématographique italienne à la suite de son expansion rapide à la fin de l'ère fasciste.

## Filmographie partielle

### Comme scénariste
- 1936 : Musica in piazza de Mario Mattoli
- 1936 : Les Deux Sergents (I due sergenti) d'Enrico Guazzoni
- 1937 : Il dottor Antonio d'Enrico Guazzoni
- 1937 : Contessa di Parma d'Alessandro Blasetti
- 1937 : I tre desideri de Giorgio Ferroni et Kurt Gerron
- 1938 : Il suo destino d'Enrico Guazzoni
- 1938 : Il Trionfo dell'amore (en) de Mario Mattoli
- 1938 : Partire (it) d'Amleto Palermi
- 1938 : I figli del marchese Lucera (it) d'Amleto Palermi
- 1939 : Finisce sempre così (it) de Enrique Susini
- 1939 : Il cavaliere di San Marco (it) de Gennaro Righelli
- 1939 : Mille Lires par mois (Mille lire al mese) de Max Neufeld
- 1940 : L'arcidiavolo (it) de Tony Frenguelli
- 1940 : La Taverne rouge (Taverna rossa) de Max Neufeld
- 1940 : Mare (it) de Mario Baffico
- 1941 : Michel-Ange de Caravage, le peintre maudit (Caravaggio, il pittore maledetto) de Goffredo Alessandrini
- 1941 : Noces de sang de Goffredo Alessandrini
- 1941 : Mademoiselle Vendredi (Teresa Venerdì) de Vittorio De Sica
- 1942 : L'albero di Adamo (it) de Mario Bonnard
- 1942 : La regina di Navarra de Carmine Gallone
- 1942 : Odessa in fiamme (it) de Carmine Gallone
- 1942 : Divieto di sosta (it) de Marcello Albani
- 1942 : La bisbetica domata (en) de Ferdinando Maria Poggioli
- 1942 : Rossini (it) de Mario Bonnard
- 1943 : C'e sempre un ma! de Luigi Zampa
- 1943 : L'invasore (it) de Nino Giannini (it)
- 1943 : Brumes sur la mer (Nebbie sul mare)  de Hans Hinrich et Marcello Pagliero
- 1944 : Il fiore sotto gli occhi de Guido Brignone
- 1944 : Les enfants nous regardent (I bambini ci guardano) de Vittorio De Sica
- 1945 : La Confession tragique (L'abito nero da sposa) de Luigi Zampa
- 1945 : Le Chant de la vie (Il canto della vita) de Carmine Gallone
- 1946 : Devant lui tremblait tout Rome (Avanti a lui tremava tutta Roma) de Carmine Gallone
- 1948 : 11 uomini e un pallone (it) de Giorgio Simonelli
- 1948 : Le Voleur de bicyclette (Ladri di biciclette) de Vittorio De Sica
- 1949 : L'Enterrée vivante (La sepolta viva) de Guido Brignone
- 1949 : Fiamme sul mare de Michał Waszyński et Vittorio Cottafavi

### Comme réalisateur
- 1943 : Il nostro prossimo